# Santos Jorna Escobero
Santos Jorna Escobero (Cáceres, 1970) es un político español, actualmente desde el 19 de enero de 2016 ocupa el puesto de Coordinador de Acción Local de la Consejería de Medio Ambiente y Rural, Políticas Agrarias y Territorio de la Junta de Extremadura, que anteriormente dirigió hasta el 14 de septiembre del año 2015, cuándo dimitió alegando problemas de salud, ocupando entonces su puesto Begoña García Bernal.

## Trayectoria
Nacido en Cáceres, es licenciado en Derecho, por la Universidad de Extremadura. Fue alcalde de Arroyo de la Luz entre 2003 y 2015, siendo también presidente de la Mancomunidad Tajo-Salor desde 2003 a 2007.
Es miembro de la Ejecutiva Regional del PSOE de Extremadura, responsable del área de Ordenación del Territorio,Mancomunidades y Sostenibilidad. Es igualmente el Secretario General de la Agrupación Local del Psoe de Arroyo de la Luz desde el año 2004. Fue fundador de Aministía Internaicional en Cáceres y miembro de la Ejecutiva nacional de Amnistía Internacional en España, presidiendo esta ONG durante dos años. Creó la Asociación de Derechos Humanos de Extremadura, y la presidió durante 7 años, al tiempo que colaboró en la constitución del colectivo para la recuperación de la memoria histórica, de la que fue el primer vicepresidente de la Asociación para la Recuperación de la Memoria Histórica de Extremadura. 
En septiembre del año 2015 dimitió como consejero alegando motivos de salud.
En la actualidad desde el 19 de enero de 2016, Jorna volvió a la Consejería de Medio Ambiente y Rural, Políticas Agrarias y Territorio, como cargo eventual de libre designación, ocupando el puesto de Coordinador de Acción Local.
El exconsejero de Medio Ambiente apenas dos meses después de su dimisión, de la misma consejería que gobernó, percibe unas retribuciones brutas de 40.408 euros al año, según la información publicada en el Portal de Transparencia de la Junta de Extremadura